# Platform for Art
Platform for Art é um espetáculo/exposição que se encontra no Metropolitano de Londres, Reino Unido. O projecto consiste em atribuir espaços no sistema de metropolitano, para jovens artistas exporem os seus trabalhos, trabalhhos estes que podem ser pinturas, cartazes, etc. 